# Fritz Jaeger (Geograph)
Fritz Jaeger (geb. 8. Januar 1881 in Offenbach am Main; gest. 26. November 1966 in Zürich) war ein deutscher Geograph und Forschungsreisender. Er wurde später auch Schweizer Bürger.

## Leben
Jaeger wurde als Sohn des aus Brugg in der Schweiz stammenden Hans Jaeger (1848–1923) und seiner Frau Therese geb. Oehler (1855–1944) in Offenbach geboren. Der Vater war als Kaufmann in der Anilinfarbenfabrik des Karl Oehler tätig, aus dessen Familie auch Fritz Jaegers Mutter stammte. Die Familien Oehler und Jaeger waren eng verbunden und es gab häufiger Eheverbindungen zwischen beiden Familien.
Jaeger studierte ab 1899 Mathematik, Physik und später auch Geographie und Geologie in Heidelberg, Zürich und Berlin. In Heidelberg schloss er sich der Studentenverbindung Leonensia an und war Schüler des Geographen Alfred Hettner und des Geologen Wilhelm Salomon-Calvi, die seine Berufswahl maßgeblich beeinflussten. In Berlin hörte er die Vorlesungen des Geographen Ferdinand von Richthofen und nahm auch an dessen Kolloquium teil. 1904 legte er das Oberlehrerexamen in Karlsruhe ab. Anschließend nahm er mit dem älteren Hettner-Schüler Carl Uhlig an der „Ostafrikanischen Expedition der Otto-Winter-Stiftung“, seiner ersten großen Forschungsreise, nach Ostafrika und später Ägypten teil. Die Expedition führte zur Entdeckung und anfänglichen Erforschung der Vulkanregion um den Eyasisee mit dem berühmten Ngorongoro-Krater, von Jaeger „Riesenkraterhochland“ genannt, im heutigen Tansania. Durch Vermittlung des Kolonialgeographen Hans Meyer, den Erstbesteiger des Kilimandscharo, wurde ihm der Auftrag des Reichskolonialamtes für eine weitere Expedition nach Ostafrika 1906/07 vermittelt, die Jaeger dieses Mal selbst leitete. Auf dieser Reise, auf die ihn sein Vetter Eduard Oehler begleitete, erforschte Jaeger das Riesenkraterhochland geographisch und nahm es kartographisch auf. Weiterhin betrieb er in der Hochregion des Kilimandscharo glaziologische Studien. Ein in die Rückfahrt eingeschobener vierwöchiger Studienaufenthalt galt dem ägyptischen Niltal aufwärts bis Assuan. Jaeger verfasste hierzu einen 1907 erschienenen Aufsatz, in dem Jaeger neben der Landesnatur vor allem auch die kulturgeschichtliche Entwicklung des Landes und ihre geographischen Grundlagen behandelte.
1909 habilitierte er bei Alfred Hettner mit einer Schrift über den Kilimandscharo in Heidelberg. 1911 erhielt er an der Berliner Universität eine außerordentliche Professur für koloniale Geographie und wurde Leiter der Kolonialen Abteilung des dortigen Geographischen Instituts. 1912 nahm er an der „Internationalen Transkontinentalexkursion“ durch Nordamerika unter Führung von William Morris Davis teil. Wiederum im Auftrag des Reichskolonialamtes ging er 1914 auf seine dritte afrikanische Forschungsreise, diesmal zusammen mit seinem Assistenten und weiteren Hettner-Schüler Leo Waibel nach Südwestafrika. Der Ausbruch des Ersten Weltkrieges überraschte die Reisenden. Nach kurzem Dienst auf der Heliographenstation „Langer Heinrich“ der Schutztruppe auf einem 1070 m hohen Inselberg am Binnenrand der Namib gerieten sie in Südafrikanische Kriegsgefangenschaft und waren so gezwungen, ihren Aufenthalt bis 1919 auszudehnen. In dieser Zeit sammelte Jaeger umfangreiches Material für eine Landeskunde von Südwestafrika.
Nach Berlin 1919 zurückgekehrt, wandte er sich länderkundlichen Gesamtdarstellungen Afrikas zu. An der Universität Basel erhielt er 1925 eine ordentliche Professur für Geographie und behielt diese bis zu seiner Pensionierung im Jahr 1947. 1928 übernahm er den dortigen Lehrstuhl für Geographie. Jaegers Forschungen erstreckten sich weiterhin auf den afrikanischen Kontinent aber auch, angeregt durch weitere Reisen in das Hochland von Mexiko 1925 und nach Algerien 1935, auf vielfältige Fragen der allgemeinen Geographie, so etwa der Verschiebung der Klimagürtel im Eiszeitalter, der klimatischen Trockengrenzen und der Trockenseen („Pfannen“) der Erde, der klimatischen Vegetationsgliederung der Tropen und der Grenzen des Ackerbaues (Regenfeldbaugrenze, Höhengrenze und Polargrenze). Er veröffentlichte Gewässerkarten und eine Karte der kulturgeographischen Gliederung der Erde.
Zum Ende des Zweiten Weltkriegs geriet Jaeger wegen des Wechsels von seinem Geburtsland in die Schweiz in den 20er Jahren und aufgrund von Äußerungen über die Herrschaft des Nationalsozialismus in Deutschland in politische Schwierigkeiten. Politisch naiv, jedoch durch seine Herkunft durchaus deutschnational gesinnt und ebenso seiner Schweizer Stammheimat, die er als Vorbild für ein künftiges vereinigtes Europa ansah, zugetan, übersah er die Kluft und glaubte an ein Nebeneinanderbestehen eines nationalsozialistischen Deutschlands und einer demokratischen Schweiz. Durch weitere Unvorsichtigkeiten kam er sogar in den Verdacht der Spionage und wurde 1947 seines Amtes enthoben, wenn auch in einem Gerichtsprozess strafbare Vorwürfe entkräftet und eine Pension gerettet werden konnten. Im Ruhestand lebte noch 19 Jahre in Basel und Zürich in wissenschaftliche Arbeiten zurückgezogen. 78-jährig führte er nochmals eine Touristengruppe durch Kenia und das heutige Tansania auch durch das Riesenkraterhochland, sein einstiges Entdeckungsgebiet. Am 26. November 1966 starb Jaeger in Zürich. Ein Teil seines Nachlasses befindet sich im Archiv für Geographie des Leibniz-Instituts für Länderkunde in Leipzig.

## Besondere Anerkennungen und Leistungen
1926 wurde er zum Mitglied der Leopoldina gewählt. Außerdem war er Träger der silbernen (1918) und der goldenen (1963) Gustav-Nachtigal-Medaille der Gesellschaft für Erdkunde zu Berlin, der goldenen Eduard-Vogel-Medaille der Gesellschaft für Erdkunde zu Leipzig (1921) und der goldenen Eduard-Rüppell-Medaille des Vereins für Geographie und Statistik zu Frankfurt am Main (1936).
Jaeger gilt als Erstbesteiger des Ol Doinyo Lengai. Ebenso wird der erste Aufstieg zum Gipfel des Mount Meru entweder Fritz Jaeger 1904 oder Carl Uhlig 1901 zugeschrieben. Während der Expedition 1904 entdeckten Jaeger und Uhlig auch die Engaruka Ruinen, als sie am 29. September und am 5. Oktober 1904 am Engaruka Stream kampierten. Beide führten diese Entdeckung in ihren späteren Unterlagen bzw. Veröffentlichungen aber nicht weiter aus.

## Veröffentlichungen (Auswahl)
Eine große Sammlung seiner Originalveröffentlichungen, aus den Jahren 1914–1919, befindet sich im Nationalarchiv von Namibia. Zudem sind zahlreiche Veröffentlichungen, insbesondere Fotos, in Besitz der Namibia Wissenschaftlichen Gesellschaft.
- Geographische Landschaften Südwestafrikas (= Scientific Research in South West Africa. 2, ZDB-ID 972048-0). Bisher unveröffentlichte Arbeiten des Verfassers der „Beiträge zur Landeskunde von Südwestafrika“ in den „Mitteilungen aus den Deutschen Schutzgebieten“. S. W. A. Wissenschaftl. Gesellschaft., Windhoek 1965.
- mit Carl Uhlig: Bodengestalt und Landschaft (= Die Ostafrikanische Bruchstufe und die angrenzenden Gebiete zwischen den Seen Magad und Lawa ja Mweri sowie dem Westfuß des Meru. Wissenschaftliche Ergebnisse der ostafrikanischen Expedition der Otto-Winter-Stiftung. 2 = Wissenschaftliche Veröffentlichungen des Deutschen Instituts für Länderkunde. 10, ISSN 0070-4482). Hirt, Leipzig 1942.
- Die Trockenseen der Erde. Eine vergleichend-geographische Untersuchung zur Gewässerkunde der Trockengebiete (= Petermanns geographische Mitteilungen. Ergänzungsheft. 236, ISSN 0138-3094). J. Perthes, Gotha 1939.
- Trockengrenzen in Algerien (= A. Petermann’s Mitteilungen aus Justus Perthes’ Geographischer Anstalt. Ergänzungsheft. 223, ZDB-ID 241574-4). J. Perthes, Gotha 1936.
- Forschungen über das diluviale Klima in Mexiko (= A. Petermann’s Mitteilungen aus Justus Perthes’ Geographischer Anstalt. Ergänzungsheft. 190). J. Perthes, Gotha 1926.
- mit Otto Lutz: Mittelamerika, Mexiko und Westindien (= Bibliotheca cosmographica. 40, 3 = Seestern-Lichtbildreihen zur Länderkunde. CL-Reihe. 3, ZDB-ID 2962485-X). E. A. Seemanns Lichtbildanstalt, Leipzig 1926.
- Afrika. 2 Bände. de Gruyter, Berlin 1925;
  - Band 1: Physische Erdkunde (= Sammlung Göschen. 910). 1925;
  - Band 2: Geographie des Menschen und seiner Kultur (= Sammlung Göschen. 911). 1925
- mit Leo Waibel: Beiträge zur Landeskunde von Südwestafrika (= Mitteilungen aus den deutschen Schutzgebieten. Ergänzungshefte. 14, ZDB-ID 515836-9). Mittler, Berlin 1920.
- Das Hochland der Riesenkrater und die umliegenden Hochländer Deutsch-Ostafrikas. Ergebnisse einer amtlichen Forschungsreise ins abflußlose Gebiet des nördlichen Deutsch-Ostafrikas 1906/07. 2 Bände. Mittler, Berlin 1911–1913;
  - Teil 1: Aufgaben und Verlauf – Die Karte – Ergebnisse der Sammlungen – Ethnographisches (= Mitteilungen aus den deutschen Schutzgebieten. Ergänzungshefte. 4, ZDB-ID 515836-9). Mit Beiträgen von A. Wedemeyer, L. Ambronn, L. Finckh, Bernhard Struck. 1911, urn:nbn:de:gbv:46:1-9566;
  - Teil 2: Länderkundliche Beschreibung (= Mitteilungen aus den deutschen Schutzgebieten. Ergänzungshefte. 8). 1913.
- Über Oberflächengestaltung im Odenwald. In: Forschungen zur deutschen Landes- und Volkskunde. Band 15, Nr. 3, 1904, ZDB-ID 501109-7, S. 239–289.